# باول ريان (مغني)
باول ريان (بالإنجليزية: Paul Ryan)‏ هو مغني وكاتب أغاني ومنتج أسطوانات بريطاني، ولد في 24 أكتوبر 1948 في ليدز في المملكة المتحدة، وتوفي في 29 نوفمبر 1992 في لندن في المملكة المتحدة بسبب سرطان الرئة.

## وصلات خارجية
- باول ريان على موقع IMDb (الإنجليزية)
- باول ريان على موقع ميوزك برينز (الإنجليزية)
- باول ريان على موقع أول ميوزيك (الإنجليزية)
- باول ريان على موقع ديسكوغز (الإنجليزية)